# Moczó Dénes
Moczó Dénes, született Moczó Dénes Gábor magyar manöken, modell, fotómodell, rendező.

## Élete
Gyerekkorát felváltva a Jászságban és Budapesten töltötte. Érettségi után felsőfokú távközlés technikumot végzett, később diplomát szerzett, majd levizsgázott az Állami Artistaképző Intézet manöken- és fotómodell szakán.
A 70-es, 80-as évek férfi modellje. Ismerőse a BNV-n dolgozott, és ott találkozott Vámos Magdával, aki felkérte, hogy házibemutatón, mint férfi-manöken szerepeljen. Itt találkozott Mészáros Éva neves férfi divattervezővel aki egyengette karrierjét. A meghívások száma ettől kezdődően nőtt. Először szocialista országokba kapott felkérést divatbemutatókra, majd nyugati országokba is. Jó kapcsolatot ápol Vámos Magda divattervezővel. A róla készült fotók sora egyre csak nőtt, folyamatosan érkeztek a felkérések. Számtalan divatbemutatón vett részt a divatos öltözékek prezentálásával. 
Moczó Dénes a Westel Rádiótelefon Zrt. arca volt. Dolgozott a világhírű Hugo Boss divat cégnek is.
Jó nevű férfi modellé vált. 
Reklámozta a Béres Vitalint és az újjászületett St. Hubertust a Nők Lapjában és más médiumokban, valamint óriásposzteren az ország számos városában.
A CsalafinTúra c. játékos turisztikai film (útifilm) szerkesztője, rendezője és ötletgazdája. Forgatott Görögországban is neves szereplőkkel.
Rendszeresen szerepelt, látható volt különböző reklámokban a televízióban és a YouTube-on, továbbá amerikai játékfilmekben kisebb karakter szerepekben világhírű színészek mellett.
Táncos szerepet kapott Koltai Lajos Semmelweis – Oscar-jelölést kapott – filmjében.